# Trevor Jackson
Trevor Howard Lawrence Jackson (Indianapolis, 30 agosto 1996) è un attore, cantante e ballerino statunitense.Dopo un debutto teatrale, ha ottenuto ruoli di rilievo sia in televisione che al cinema, recitando come protagonista nella serie TV Grown-ish e in alcuni film. Ha successivamente dato inizio anche a una carriera musicale, durante la quale ha pubblicato due album e svariati altri progetti.

## Carriera

### Attore
Dopo un debutto effettuato da giovanissimo a Broadway in musical come Il Re Leone, in cui ha interpretato il ruolo di Simba da cucciolo, nel 2010 inizia a lavorare come attore televisivo. Fra varie apparizioni come guest star in serie televisive e un ruolo stabile nelle ultime stagioni di Eureka, Jackson acquisisce una popolarità sempre maggiore a livello televisivo. Nel 2011 vince il premio Young Artist Award nella categoria Best Performance in a TV per un ruolo interpretato nella serie TV Harry's Law. Nel 2012 debutta al cinema nel film A Beautiful Soul. Dopo altre apparizioni come guest star in serie TV interpreta il ruolo di Tyler Rogers in 17 episodi della nota serie TV Criminal Minds. Nel 2016 entra a far parte del cast principale della serie TV American Crime, apparendo in 10 episodi dello show. Nel 2017 ottiene per la prima volta il ruolo di protagonista in un film cinematografico, quale Il codice del silenzio e appare in due episodi della serie TV Black-ish. Il successo ottenuto in questa sede gli permette di ottenere il ruolo di protagonista in Grown-ish, serie TV che nasce in qualità di spin off di Black-ish. Nel 2018 ottiene il ruolo di protagonista in un secondo film, Superfly.

### Cantante e ballerino
Jackson inizia a lavorare anche come cantante e ballerino già nel 2011 in qualità di membro del gruppo B(before 20)12: la vita della band è tuttavia molto breve. Nel 2012 firma un contratto con la Atlantic Records e pubblica il suo singolo di debutto Like We Grown. Nel 2013 pubblica il suo EP di debutto #NewThang, che promuove attraverso un tour nelle scuole superiori statunitensi. Sempre nel 2013 pubblica il singolo Drop It, seguito da un remix in collaborazione con B.o.B. Nel 2015 pubblica il suo primo mixtape In My Feelings. Nel 2016 prende parte al video di Kelly Rowland Dumb in qualità di ballerino. Nel 2018 pubblica il suo album di debutto via Rough Drafts, Pt. 1 Empire Distribution; attraverso la medesima etichetta pubblica il suo secondo album Rough Drafts, Pt. 2 nel 2019. Durante il 2020, seppur senza pubblicare altri album, Jackson continua a pubblicare singoli via Empire Distribuctions.

## Stile e influenze
Jackson cita come sue principali influenze Michael Jackson, Gregory Hines, Donny Hathaway, Brian McKnight e Nicholas Brothers.

## Filantropia
Trevor Jackson negli anni ha manifestato più volte contro l'utilizzo di armi da fuoco in USA, prendendo parte anche a un'iniziativa ideata da Snoop Dogg. Ha inoltre partecipato ad eventi benefici atti a raccogliere denaro da devolvere alla ricerca scientifica per trovare cure a patologie come la fibrosi cistica o per sostenere programmi di supporto per giovani che vivono in condizioni di disagio.

## Discografia

### Album in studio
- 2018 – Rough Drafts, Pt. 1
- 2019 – Rough Drafts, Pt. 1
- 2021 - The Love Language

### EP
- 2013 – #NewThang

### Mixtapes
- 2015 – In My Feelings

### Singoli
- 2013 – Like We Grown
- 2013 – Drop It
- 2014 – Good Girl, Bad Girl
- 2014 – Me Likey
- 2014 – Know Your Name
- 2015 – Keep Playin
- 2016 – Rock with Me
- 2018 – Apocalypse
- 2018 – Good Enough
- 2018 – Right Now (feat. Wale)
- 2018 – Warning
- 2019 – Puddles
- 2019 – In My Cross
- 2020 – Real Love, Pt 2
- 2020 – Real Black
- 2020 – Just Friends
- 2020 – Why Worry
- 2020 – River
- 2021 – Get to You

## Filmografia

### Cinema
- A Beautiful Soul, regia di Jeffrey W. Byrd (2012)
- Il codice del silenzio (Burning Sands), regia di Gerard McMurray (2017)
- Superfly, regia di Director X (2018)

### Televisione
- Cold Case - Delitti irrisolti (Cold Case) – serie TV, episodio 7x13 (2010)
- Eureka – serie TV, 16 episodi (2010–2012)
- Harry's Law – serie TV, episodio 1x08 (2011)
- Austin & Ally – serie TV, episodi 2x02–2x05 (2012)
- Let It Shine, regia di Paul Hoen – film TV (2012)
- Criminal Minds – serie TV, episodio 8x17 (2013)
- K.C. Agente Segreto (K.C. Undercover) – serie TV, episodio 1x01 (2015)
- American Crime – serie TV, 10 episodi (2016)
- Black-ish (Black-Ish) – serie TV, episodi 3x23–4x03 (2017)
- Grown-ish (Grown-Ish) – serie TV, 34 episodi (2018–2024)
- Weird City – serie TV, episodio 1x03 (2019)

## Doppiatori italiani
Nelle versioni in italiano delle opere in cui ha recitato, Trevor Jackson è stato doppiato da:
- Mirko Cannella in Cold Case - Delitti irrisolti, Austin & Ally, Superfly
- Emanuele Ruzza in Grown-ish, Grey's Anatomy
- Simone Crisari in Let It Shine
- Manuel Meli in Criminal Minds: Suspect Behavior
- Alessio Nissolino in American Crime
- Jacopo Venturiero ne Il codice del silenzio

Da doppiatore è sostituito da:
- Emanuele Ruzza in K.C. Agente Segreto